# Базарова, Роза Атамурадовна
Роза Атамурадовна Базарова (род. март 1933) — государственный и политический деятель, председатель президиума Верховного Совета Туркменской ССР (1988—1990).

## Биография
Из семьи эрсари, проживающей в Чарджоу.
Окончила исторический факультет Туркменского государственного университета имени А. М. Горького. С 1956 член КПСС.
Долгое время работала в Институте истории Академии наук Туркменской ССР, доктор исторических наук.
Также занимала должность заведующей кафедрой истории, проректора, а затем ректора в Туркменском государственном педагогическом институте имени В. И. Ленина.
С 1975 заместитель председателя Совета министров Туркменской ССР. С 1985 министр иностранных дел Туркменской ССР.
С 13 августа 1988 по 18 января 1990 председатель президиума Верховного Совета Туркменской ССР, также с 10 сентября 1988 по 11 мая 1990 член Бюро ЦК КП Туркменской ССР.
С 1991 председатель президиума Туркменского республиканского общества дружбы и сотрудничества с зарубежными странами.
Являлась депутатом Верховного Совета Туркменской ССР 11-го созыва, народным депутатом СССР от Куня-Ургенчского национально-территориального избирательного округа № 436 Туркменской ССР.

## Публикации
- Базарова Р. А. Советский Туркменистан — фронту. Илим, 1978[3].